# DLA Piper
DLA Piper — міжнародна юридична фірма, що має офіси в 30 країнах світу. У 75 офісі компанії працює понад 4200 юристів. Це одна з десяти найбільших юридичних фірм у світі, прибуток якої в 2008/09 році становив 2,25 млрд доларів США. Фірма складається з двох партнерств: DLA Piper International і DLA Piper US. Обидва партнерства мають єдину раду директорів, але є фінансово незалежними.
Серед клієнтів DLA Piper є як великі міжнародні корпорації, що входять до переліків Global 1000 і Fortune 500, так і новостворені компанії і компанії високотехнологічного сектору (хай-тек), які обслуговує окремий підрозділ, що працює з проектами з розміщення капіталу в нові підприємства.
Співвиконавчими директорами є Сер Найджел Ноулз (англ. Sir Nigel Knowles) та Лі І. Міллєр (англ. Lee I. Miller). Головою ради директорів фірми є Френк Берч (англ. Frank Burch).

## Основні напрямки практики
Арбітраж, антимонопольне та торгове право, банківське право, індустрія гостинності та дозвілля, інвестиції, інтелектуальна власність, корпоративні злочини, корпоративне фінансування, податки, нерухомість, пенсії, злиття і поглинання, страхування, судові справи, технології, трудове право, енергетика.

## Історія
DLA Piper було створено в 2005 році в результаті злиття трьох фірм: Gray Cary Ware & Freidenrich LLP із Сан-Дієго, Piper Rudnick LLP з Чикаго  та DLA LLP з Лондона .
DLA, у свою чергу, було утворено в результаті злиття в середині 90-х років трьох британських фірм: Dibb Lupton Broomhead, Alsop Stevens і Wilkinson Kimbers, а фірма Piper Rudnick стала продуктом злиття Балтиморській Piper & Marbury і чиказької Rudnick & Wolfe у 1999 році. Колишній сенатор США Джордж Мітчелл очолював раду директорів DLA Piper в період між 2003 і 2009 роками.

## Нагороди та рейтинги
- У 2010 році DLA Piper заняла 39-е місце в рейтингу престижу Vault Law 50 Великої Британії [8] та 53-є місце у 2011 році в рейтингу престижу Vault Law 100 США [9].

- У 2010 році DLA Piper отримала нагороду "Найкраще управління ризиками" на щорічній церемонії нагородження MPF European Practice Management Awards 2010[10]

## Офіси
DLA Piper має 75 офіс у 30 країнах Європи, Африки, Азійсько-тихоокенського регіону, Близького Сходу, а також в Австралії, Новій Зеландії та США::
- Африка: Аккра, Дар-ес-Салам, Йоганнесбург, Каїр, Кейптаун, Лусака, Мванза, Найробі
- Північна Америка: Атланта, Балтімор, Бостон, Вашингтон, Даллас, Делавер, Лас-Вегас, Ла-Хойя, Лос-Анджелес, Маямі, Міннеаполіс, Нью-Джерсі, Нью-Йорк, Остін, Північний Нью-Джерсі, Північна Вірджинія, Ролі, Сакраменто, Сан-Дієго, Сан-Франциско, Кремнієва долина, Сієтл, Східний Браунсвік, Тампа, Філадельфія, Фінікс, Х'юстон, Черрі Хілл, Чикаго
- Азійсько-тихоокенський регіон: Бангкок, Брисбен, Гонконг, Канберра,Мельбурн, Пекін, Перт, Сідней, Сінгапур, Токіо та Шанхай
- Близький Схід: Абу-Дабі, Доха, Дубаї, Ер-Ріяд, Кувейт, Манама, Маскат
- Європа: Амстердам, Антверпен, Бірмінгем, Братислава, Брюссель, Будапешт, Бухарест, Варшава, Відень, Гамбург, Глазго, Единбург, Загреб, Кельн, Ліверпуль, Лідс, Лондон, Мадрид, Манчестер, Мілан, Москва, Мюнхен, Осло, Париж, Прага, Рим, Санкт-Петербург, Сараєво, Стамбул, Стокгольм, Тбілісі, Франкфурт, Шеффілд.